# Evolution Purgatory
Evolution Purgatory es el segundo álbum de la banda de power metal sueca Persuader.

## Lista de canciones
Todas las canciones están escritas y arregladas por Persuader.

| N.º | Título                                      | Duración |  |
| 1.  | «Strike kDown»                              | 4:42     |  |
| 2.  | «Sanity Soiled»                             | 5:13     |  |
| 3.  | «Masquerade»                                | 4:51     |  |
| 4.  | «Godfather»                                 | 4:33     |  |
| 5.  | «Turn To Dust»                              | 5:10     |  |
| 6.  | «Passion, Pain»                             | 4:30     |  |
| 7.  | «Raise Hell»                                | 4:39     |  |
| 8.  | «To The End»                                | 3:56     |  |
| 9.  | «Fire At Will»                              | 4:27     |  |
| 10. | «Wipe Out»                                  | 4:53     |  |
| 11. | «Domination» (Bonus de la edición japonesa) | 5:11     |  |

## Formación
- Jens Carlsson - Voces, guitarra
- Emil Norberg - Guitarra líder
- Efraim Juntunen - Batería
- Fredrik Hedström - Bajo

- Datos: Q8846940